# Constantino Teixeira
Constantino Teixeira, décédé en 1988 à Bissau en Guinée-Bissau, est un homme politique bissau-guinéen. Il est premier ministre de la Guinée-Bissau du 15 juillet 1978 au 27 septembre 1978.